# J. Bracken Lee
Joseph Bracken Lee (* 7. Januar 1899 in Price, Utah; † 20. Oktober 1996 in Salt Lake City, Utah) war ein US-amerikanischer Politiker (Republikanische Partei), der von 1949 bis 1957 Gouverneur des Bundesstaates Utah war.

## Leben

### Frühe Jahre
Lee graduierte an der Carbon County High School. Anschließend trat er in die US-Army ein und diente dort während des Ersten Weltkriegs, wo er zuletzt den Dienstgrad eines Sergeant bekleidete. Nach dem Krieg beschäftigte er sich mit Immobilien- und Versicherungsgeschäften. Er war sechs Jahre lang Bürgermeister von Price, Utah. In dieser Zeit kandidierte er erfolglos für einen Sitz im US-Kongress und für das Amt des Gouverneurs von Utah.

### Gouverneur von Utah
Allerdings gewann er die Gouverneurswahlen von 1948 und 1952. Als Gouverneur wurde Lee für seinen Widerstand gegen die Einkommensteuer des Bundes bekannt. Ferner wurde der Highway-Ausbau zum Teil ausgedehnt, was infolge von steigenden Mineralölsteuern geschah, während die persönlichen Einkommensteuern gesenkt wurden. Er wurde 1957 zum National Chairman of “For America” ernannt, einer Gruppe, die den Super-Internationalismus ablehnte und die „Rückkehr zur Verfassung“ anstrebte.

### Weiterer Lebenslauf
Er kandidierte 1958 erfolglos für einen Sitz im US-Senat. Im nachfolgenden Jahr kaufte er die republikanische Wochenzeitung Utah Statesman und benannte sie um zu American Statesman. 1960 wählte man ihn zum Bürgermeister von Salt Lake City, wo er bis zu seinem Rücktritt 1971 tätig war.
Lee war zweimal verheiratet und zwar mit Nellie Amelia Pace sowie Margaret Ethel Draper. Aus der ersten Ehe ging ein gemeinsames Kind hervor und aus der zweiten drei.